# HD 223311
HD 223311，又名BD-07 6086，SAO 146919、HR 9014，是一颗恒星，视星等为6.07，位于銀經84.33，銀緯-64.43，其B1900.0坐标为赤經23h 43m 24.1s，赤緯-6° -64.43′ 9″。